# (100223) 1994 PZ12
(100223) 1994 PZ12 es un asteroide perteneciente al cinturón de asteroides, descubierto el 10 de agosto de 1994 por Eric Walter Elst desde el Observatorio de La Silla, Chile.

## Designación y nombre
Designado provisionalmente como 1994 PZ12.

## Características orbitales
1994 PZ12 está situado a una distancia media del Sol de 3,150 ua, pudiendo alejarse hasta 3,670 ua y acercarse hasta 2,630 ua. Su excentricidad es 0,165 y la inclinación orbital 13,53 grados. Emplea 2042 días en completar una órbita alrededor del Sol.

## Características físicas
La magnitud absoluta de 1994 PZ12 es 15.